# 367 Amicitia
A 367 Amicitia (ideiglenes jelöléssel 1893 AA) a Naprendszer kisbolygóövében található aszteroida. Auguste Charlois fedezte fel 1893. május 19-én.